# سیتدیک-مولینو
سیتدیک-مولینو (به لاتین: Sitdik-Mullino) یک منطقهٔ مسکونی در روسیه است که در باشقیرستان واقع شده‌است.